# Desa Karyasari (administrativ by i Indonesien, Jawa Barat, lat -7,64, long 107,80)
Desa Karyasari är en administrativ by i Indonesien.   Den ligger i provinsen Jawa Barat, i den västra delen av landet, 190 km sydost om huvudstaden Jakarta.